# 哈爾科夫
哈爾科夫，又按烏克蘭語名譯為哈爾基夫（羅馬化：Kharkiv，發音：[ˈxɑrkiu̯] ⓘ），是烏克蘭東北部哈爾科夫州的州府，为烏克蘭第二大城市，也是該國重工業，文化，教育中心。面積为350平方公里，2024年人口数量为956,774人。
哈爾科夫始建於1654年，經過了幾世紀的發展到19世紀末期，該城市逐漸發展為俄罗斯帝国工業、貿易和烏克蘭的文化中心。在20世紀初，這座城市的主要人口為俄羅斯人，但在蘇聯政府的烏克蘭化政策之後，越來越多的烏克蘭人居住於此。烏克蘭蘇維埃社會主義共和國創立初期，哈爾科夫曾被指定爲首都，直到1934年1月將首都遷至基輔。
當代，哈爾科夫依然是烏克蘭主要的文化、科學、教育、交通和工業中心。市內擁有眾多博物館、劇院和圖書館。著名的地標包括聖母領報主教座堂和聖母安息大教堂等。工業是整個城市最重要的經濟資源。哈爾科夫有數百個工業設施主要集中在機械和電子領域的開發，包括莫羅佐夫設計局和马雷舍夫工厂、哈尔科夫拖拉机厂等前蘇聯時期的重要工廠。

## 歷史
根據考古發現，現哈爾科夫地區在西元前二千年就有人類活動。當地出土的文物可追溯自青銅器時代與後來的斯基泰人、薩爾馬提亞人。西元二世紀至六世紀也是切爾尼亞霍夫文化活躍的地區。
17世紀中旬，烏克蘭哥薩克在此建立城市，1805年成立哈爾科夫大學。蘇聯時代初期，布爾什維克將哈爾科夫作為烏克蘭蘇維埃社會主義共和國首都（1917-1934），以對抗位於基輔的烏克蘭人民共和國。
1920年代，哈爾科夫建造一座150公尺高的廣播發射塔，但在第二次世界大戰中損毀。
1930年代初期，由於饑荒，民眾為了尋找食物紛紛前往城市。許多民眾死亡並被當局秘密埋葬在墓地中。
1934年，數百名烏克蘭作家，知識分子和文化工作者被逮捕和處決。這場大清洗一直持續到1938年。盲人街頭音樂家也遭到秘密警察謀殺。
1940年4月至5月，3,800名舊別利斯克集中營的波蘭囚犯在哈爾科夫秘密警察大樓中被處決，隨後秘密埋葬在森林之中（卡廷大屠殺）。該地還埋了許多在1937至1938年史達林大清洗中遭到處決的烏克蘭文化工作者。
德蘇戰爭中，德軍與蘇軍在这座城市附近发生了四場戰役，統稱哈爾科夫戰役。
2022年2月24日，2022年俄羅斯入侵烏克蘭期間，哈爾科夫部分區域受到了導彈的襲擊。2月27日起，入侵的俄軍與烏克蘭軍隊在哈爾科夫打响巷战。3月6日，哈爾科夫被授予烏克蘭英雄城市的稱號。9月6日，烏克蘭軍隊在該城市所處的州份發動反攻。2024年，俄軍再度對該州展開攻勢。

## 地理和气候
哈爾科夫位於烏克蘭東北部，在歷史上是斯沃博達烏克蘭的主要城市。該市位於哈爾基夫河、洛潘河、烏迪河三條河流的交會處。
哈爾科夫屬溫帶大陸潮濕性氣候，冬季寒冷有雪、夏季炎熱。1月平均溫度為攝氏-4.6度，7月平均溫度為攝氏20.3度。年雨量為513毫米，雨季以6月、7月為主。
| 哈爾科夫（平均數據1981−2010年，極端數據1936年至今） | 哈爾科夫（平均數據1981−2010年，極端數據1936年至今） | 哈爾科夫（平均數據1981−2010年，極端數據1936年至今） | 哈爾科夫（平均數據1981−2010年，極端數據1936年至今） | 哈爾科夫（平均數據1981−2010年，極端數據1936年至今） | 哈爾科夫（平均數據1981−2010年，極端數據1936年至今） | 哈爾科夫（平均數據1981−2010年，極端數據1936年至今） | 哈爾科夫（平均數據1981−2010年，極端數據1936年至今） | 哈爾科夫（平均數據1981−2010年，極端數據1936年至今） | 哈爾科夫（平均數據1981−2010年，極端數據1936年至今） | 哈爾科夫（平均數據1981−2010年，極端數據1936年至今） | 哈爾科夫（平均數據1981−2010年，極端數據1936年至今） | 哈爾科夫（平均數據1981−2010年，極端數據1936年至今） | 哈爾科夫（平均數據1981−2010年，極端數據1936年至今） |
| 月份                                                | 1月                                                 | 2月                                                 | 3月                                                 | 4月                                                 | 5月                                                 | 6月                                                 | 7月                                                 | 8月                                                 | 9月                                                 | 10月                                                | 11月                                                | 12月                                                | 全年                                                |
| --------------------------------------------------- | --------------------------------------------------- | --------------------------------------------------- | --------------------------------------------------- | --------------------------------------------------- | --------------------------------------------------- | --------------------------------------------------- | --------------------------------------------------- | --------------------------------------------------- | --------------------------------------------------- | --------------------------------------------------- | --------------------------------------------------- | --------------------------------------------------- | --------------------------------------------------- |
| 历史最高温 °C（°F）                                 | 11.1 (52.0)                                         | 14.6 (58.3)                                         | 21.8 (71.2)                                         | 30.5 (86.9)                                         | 34.5 (94.1)                                         | 39.8 (103.6)                                        | 38.4 (101.1)                                        | 39.8 (103.6)                                        | 34.5 (94.1)                                         | 29.3 (84.7)                                         | 20.3 (68.5)                                         | 13.4 (56.1)                                         | 39.8 (103.6)                                        |
| 平均高温 °C（°F）                                   | −2.2 (28.0)                                         | −1.6 (29.1)                                         | 4.3 (39.7)                                          | 14.0 (57.2)                                         | 20.8 (69.4)                                         | 24.3 (75.7)                                         | 26.4 (79.5)                                         | 25.7 (78.3)                                         | 19.4 (66.9)                                         | 12.0 (53.6)                                         | 3.6 (38.5)                                          | −1.1 (30.0)                                         | 12.1 (53.8)                                         |
| 日均气温 °C（°F）                                   | −4.6 (23.7)                                         | −4.5 (23.9)                                         | 0.7 (33.3)                                          | 9.2 (48.6)                                          | 15.5 (59.9)                                         | 19.2 (66.6)                                         | 21.3 (70.3)                                         | 20.3 (68.5)                                         | 14.4 (57.9)                                         | 7.9 (46.2)                                          | 0.9 (33.6)                                          | −3.5 (25.7)                                         | 8.1 (46.6)                                          |
| 平均低温 °C（°F）                                   | −7.0 (19.4)                                         | −7.3 (18.9)                                         | −2.4 (27.7)                                         | 4.6 (40.3)                                          | 10.3 (50.5)                                         | 14.2 (57.6)                                         | 16.2 (61.2)                                         | 14.9 (58.8)                                         | 9.8 (49.6)                                          | 4.3 (39.7)                                          | −1.5 (29.3)                                         | −5.9 (21.4)                                         | 4.2 (39.6)                                          |
| 历史最低温 °C（°F）                                 | −35.6 (−32.1)                                       | −29.8 (−21.6)                                       | −32.2 (−26.0)                                       | −11.4 (11.5)                                        | −1.9 (28.6)                                         | 2.2 (36.0)                                          | 5.7 (42.3)                                          | 2.2 (36.0)                                          | −2.9 (26.8)                                         | −9.1 (15.6)                                         | −20.9 (−5.6)                                        | −30.8 (−23.4)                                       | −35.6 (−32.1)                                       |
| 平均降水量 mm（）                                   | 36.4 (1.43)                                         | 33.3 (1.31)                                         | 32.7 (1.29)                                         | 33.8 (1.33)                                         | 50.2 (1.98)                                         | 61.2 (2.41)                                         | 60.1 (2.37)                                         | 41.8 (1.65)                                         | 46.5 (1.83)                                         | 44.5 (1.75)                                         | 42.9 (1.69)                                         | 35.9 (1.41)                                         | 519.3 (20.44)                                       |
| 平均降雨天数                                        | 10                                                  | 8                                                   | 10                                                  | 13                                                  | 14                                                  | 15                                                  | 13                                                  | 10                                                  | 12                                                  | 13                                                  | 13                                                  | 12                                                  | 143                                                 |
| 平均降雪天数                                        | 19                                                  | 18                                                  | 12                                                  | 2                                                   | 0.1                                                 | 0                                                   | 0                                                   | 0                                                   | 0.03                                                | 2                                                   | 9                                                   | 18                                                  | 80                                                  |
| 平均相對濕度（％）                                  | 85.6                                                | 83.0                                                | 77.3                                                | 65.7                                                | 60.9                                                | 65.2                                                | 65.3                                                | 62.9                                                | 70.2                                                | 77.6                                                | 85.7                                                | 86.5                                                | 73.8                                                |
| 月均日照時數                                        | 41.5                                                | 63.3                                                | 123.5                                               | 166.7                                               | 252.9                                               | 266.6                                               | 278.0                                               | 262.4                                               | 176.6                                               | 112.8                                               | 51.0                                                | 31.4                                                | 1,826.7                                             |
| 来源1：Pogoda.ru.net                                |                                                     |                                                     |                                                     |                                                     |                                                     |                                                     |                                                     |                                                     |                                                     |                                                     |                                                     |                                                     |                                                     |
| 来源2：世界氣象組織                                 |                                                     |                                                     |                                                     |                                                     |                                                     |                                                     |                                                     |                                                     |                                                     |                                                     |                                                     |                                                     |                                                     |

## 行政區劃
哈尔科夫既是哈尔科夫州的首府，也是哈尔科夫区的行政中心。作为市镇级别的哈尔科夫市镇与哈尔科夫市范围相同（即哈尔科夫市镇只包含一个城市哈尔科夫）。
該市共劃分為九個市轄區（烏克蘭語：районів міста），其下又分別有若干小區（烏克蘭語：місцевість / мікрорайон）。
- 哈爾基夫舊城區（乌克兰语：Історичний центр Харкова）（橫跨多個市轄區）

### 霍洛德納霍拉區
- 扎柳蒂內（乌克兰语：Залютине）
- 伊萬尼夫卡（乌克兰语：Іванівка (Харків)）
- 利薩霍拉（乌克兰语：Лиса Гора (Харків)）
- 霍洛德納霍拉（乌克兰语：Холодна гора (місцевість)）（或譯冷山）

### 舍甫琴科區
- 納希爾尼區（乌克兰语：Нагірний район (Харків)）
- 奧萊克希伊夫卡（乌克兰语：Олексіївка (місцевість)）
- 帕夫利夫卡（乌克兰语：Павлівка (місцевість Харкова)）
- 帕夫洛韋（乌克兰语：Павлове Поле）

### 基輔區
- 大丹尼利夫卡（乌克兰语：Велика Данилівка）
- 茹拉夫利夫卡（乌克兰语：Журавлівка (Харків)）
- 納希爾尼區（乌克兰语：Нагірний район (Харків)）
- 波米爾基（乌克兰语：Помірки (місцевість)）
- 普雅特哈特基（乌克兰语：П'ятихатки (Харків)）
- 茹科夫斯基 (哈爾基夫)

### 薩爾蒂夫卡區
- 北薩爾蒂夫卡（乌克兰语：Північна Салтівка）
- 薩爾蒂夫卡
- 秋林卡（乌克兰语：Тюринка (Харків)）

### 內梅什利亞區
- 布拉日尼基
- 庫利尼奇
- 新屋（乌克兰语：Нові Будинки (Харків)）
- 佩雷莫哈

### 工業區
- 奧布里（乌克兰语：Обрій (мікрорайон Харкова)）
- 舊扎特沙（乌克兰语：Старе Затишшя）
- 哈爾科夫拖拉機廠（乌克兰语：ХТЗ (район Харкова)）

### 斯洛博達區
- 巴拉希夫卡（乌克兰语：Балашівка (Харків)）
- 霍爾巴尼（乌克兰语：Горбані (Харків)）
- 費季爾齊（乌克兰语：Федірці）

### 敖斯諾瓦區
- 韋雷夏基夫卡（乌克兰语：Верещаківка (місцевість)）
- 日霍爾（乌克兰语：Жихор (район Харкова)）
- 扎伊基夫卡（乌克兰语：Заїківка (Харків)）
- 洛潘尖嘴（乌克兰语：Лопанська стрілка）
- 莫斯卡利夫卡（乌克兰语：Москалівка (Харків)）
- 敖斯諾瓦（乌克兰语：Селище Основа (місцевість)）

### 新巴伐利亞區
- 宏恰里夫卡（乌克兰语：Гончарівка (місцевість)）
- 卡拉奇夫卡
- 利德內（乌克兰语：Лідне (місцевість)）
- 新巴伐利亞（乌克兰语：Нова Баварія (місцевість)）
- 新諾韋
- 新塞利夫卡（乌克兰语：Новоселівка (місцевість Харкова)）
- 皮利皮夫卡（乌克兰语：Пилипівка (Харків)）

### 其他哈爾基夫市鎮管轄的村落
- 扎伊基
- 澤萊內（乌克兰语：Зелене (Харків)）

## 经济
2016-2020年哈尔科夫的经济发展战略被称为哈尔科夫成功战略。哈尔科夫拥有多元化的服务性经济，就业岗位广泛分布在专业性的服务业领域，包括金融服務、制造业相关服务、旅游业和高科技产业。

## 交通
哈爾科夫市是烏克蘭最大的樞紐中心之一，藉由航空、鐵路和公路交通與世界眾多城市相連。該市有多種交通方式，包括公共交通、計程車、鐵路和航空交通。全市約有25萬輛汽車。

### 本地交通

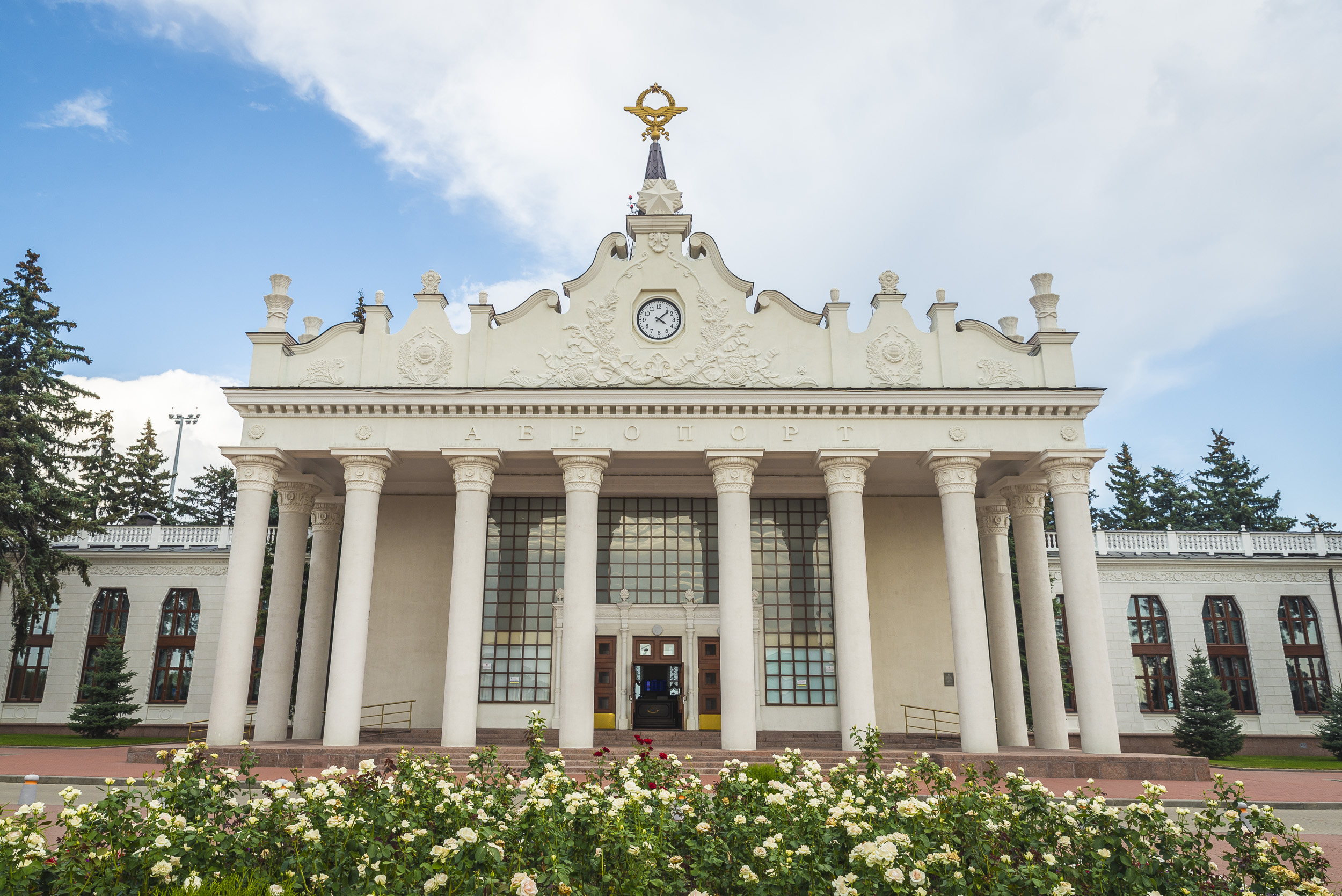
哈尔科夫机场历史性建筑

作為烏克蘭重要的交通中心，哈爾科夫有多種交通工具可供居民或是旅客選擇。哈爾科夫地鐵是該市自1975年開始營運的大眾交通系統。開設包括3條不同的線路，共設有30個車站。哈爾科夫公共汽車、無軌電車、有軌電車和蘇式小巴也是哈爾科夫的重要交通工具。

### 鐵路
哈爾科夫的第一條鐵路於1869年開通。第一列抵達哈爾科夫的火車於1869年5月22日從北方駛來，1869年6月6日，從庫爾斯克啟程，中途到達哈爾科夫，終點站為亞速的鐵路正式通車。哈爾科夫車站於1901年重建和擴建，後在第二次世界大戰中被摧毀。目前所見的站體建於1952年。哈爾科夫藉由定期鐵路列車與烏克蘭各地和國外的所有城市相連。被稱為通勤列車。

### 航空
哈爾科夫國際機場是該城市最近的機場。

## 姐妹城市
哈爾科夫與下列城市結為姐妹城市：
- 義大利波隆那（1966年）
- 捷克布爾諾（2005年）
- 蒙特內哥羅采蒂涅王家旧都（2011年）
- 美国辛辛那堤（1989年）
- 大田广域市（2013年）
- 拉脫維亞陶格夫匹爾斯（2006年）
- 土耳其加濟安泰普（2011年）
- 賽普勒斯耶罗斯基普（英语：Geroskipou）（2018年）
- 中国濟南（2004年）
- 立陶宛考納斯（2001年）
- 庫塔伊西（2005年）
- 法國里爾（1978年）
- 斯洛維尼亞馬里博爾（2012年）
- 德国紐倫堡（1990年）
- 賽普勒斯波利斯（英语：Polis, Cyprus）（2018年）
- 波蘭波茲南（1998年）
- 以色列里雄萊錫安（2008年）
- 第比利斯（2012年）
- 中国天津（1993年）
- 阿尔巴尼亚地拉那（2017年）
- 斯洛伐克特爾納瓦（2013年）
- 保加利亚瓦爾納（1995年）

## 外部連結
- 官方网站 （烏克蘭語和俄語）
- 哈爾科夫市議會的Facebook專頁
- 哈爾科夫的X（前Twitter）
- 哈爾科夫的Instagram帳戶
- Citynet UA （页面存档备份，存于） – Official website of Kharkiv City Information Centre （英語和烏克蘭語）
- Study in Kharkiv （页面存档备份，存于） – Official website of Kharkiv national Universities  （英語、法語和西班牙語）